# Ministerstvo pro záležitosti veteránů Spojených států amerických
Ministerstvo pro záležitosti veteránů (anglicky United States Department of Veterans Affairs, zkráceně VA) je federální vládní agenturou, která poskytuje zdravotnické služby vojenským veteránům ve svých zdravotnických zařízeních po celé zemi; dále poskytuje dávky pro zdravotně postižené, profesní rehabilitace, pomoc při vzdělávání, půjčky na bydlení, životní pojištění a pohřební dávky.
Benefity byly poskytovány vojenským veteránům už od dob americké války za nezávislost, ale federální agentura zaměřená výhradně na veterány byla založena až v roce 1930 - byla to Veterans Administration. Ta se pak v roce 1989 stala ministerstvem pro záležitosti veteránů.